# Lamprolonchaea metatarsata
Lamprolonchaea metatarsata är en tvåvingeart som först beskrevs av Kertesz 1901.  Lamprolonchaea metatarsata ingår i släktet Lamprolonchaea och familjen stjärtflugor. Inga underarter finns listade i Catalogue of Life.